# Neoseiulus shanksi
Neoseiulus shanksi är en spindeldjursart som beskrevs av Congdon 2002. Neoseiulus shanksi ingår i släktet Neoseiulus och familjen Phytoseiidae. Inga underarter finns listade i Catalogue of Life.